# Богдановка (Чернухинский район)
Богдановка (укр. Богданівка) — село,
Чернухинский поселковый совет,
Чернухинский район,
Полтавская область,
Украина.
Код КОАТУУ — 5325155101. Население по переписи 2001 года составляло 29 человек.

## Географическое положение
Село Богдановка находится на одном из истоков реки Артополот,
между сёлами Гильцы и Хейловщина (2 км), в 0,5 км от села Новый Артополот.